# Shields (album)
Shields è il quarto album discografico in studio del gruppo musicale indie rock statunitense Grizzly Bear, pubblicato nel settembre 2012 dalla Warp Records.

## Il disco
Il disco è stato registrato dopo sei mesi di inattività da parte della band e prodotto da Chris Taylor, bassista del gruppo. Inoltre è stato anticipato dai singoli Sleeping Ute (pubblicato nel giugno 2012) e Yet Again (agosto 2012).
Nel settembre 2012 è stato diffuso il video di Yet Again, diretto da Kris Moyes.
L'artwork è stato curato dall'artista americano Richard Diebenkorn.
Il disco è stato accolto positivamente dalla critica. e, per quanto riguarda le vendite, ha debuttato alla posizione numero 7 della Billboard 200 mentre è entrato in "top 20" anche in altri Paesi (numero 17 nella Official Albums Chart, numero 16 in Danimarca e Canada, numero 13 in Belgio, numero 17 in Australia).
Una versione estesa dell'album, dal titolo Shields Expanded è stata pubblicata nel novembre 2013. Questo disco contiene canzoni nuove e remix.

## Tracce
Testi e musiche di Grizzly Bear.
1. Sleeping Ute – 4:35
2. Speak in Rounds – 4:24
3. Adelma – 1:02
4. Yet Again – 5:18
5. The Hunt – 3:44
6. A Simple Answer – 6:00
7. What's Wrong? – 5:44
8. Gun-Shy – 4:30
9. Half Gate – 5:29
10. Sun in Your Eyes – 7:06

## Formazione
Grizzly Bear
- Ed Droste - voce
- Daniel Rossen - voce, chitarre, piano, synth
- Christopher Bear - batteria, percussioni, altri strumenti, cori
- Chris Taylor - basso, sax, clarinetto, drum machine, altri strumenti

Collaboratori
- Tatum Greenblatt - tromba, flicorno
- Louis Shwadron - corno francese
- Nat Baldwin - basso